# Unterseeboot 961
L'Unterseeboot 961 ou U-961 est un sous-marin allemand (U-Boot) de type VIIC utilisé par la Kriegsmarine pendant la Seconde Guerre mondiale.
Le sous-marin fut commandé le 5 juin 1941 à Hambourg (Blohm + Voss), sa quille fut posée le 7 avril 1942, il fut lancé le 17 décembre 1942 et mis en service le 4 février 1943, sous le commandement du Leutnant zur See Klaus Fischer.
L'U-961 n'endommagea ou ne coula aucun navire au cours de l'unique patrouille (7 jours en mer) qu'il effectua.
Il fut coulé par la Royal Navy dans l'Atlantique Nord, en mars 1944.

## Conception
Unterseeboot type VII, l'U-961 avait un déplacement de 769 tonnes en surface et 871 tonnes en plongée. Il avait une longueur totale de 67,10 m, un maître-bau de 6,20 m, une hauteur de 9,60 m et un tirant d'eau de 4,74 m. Le sous-marin était propulsé par deux hélices de 1,23 m, deux moteurs diesel Germaniawerft M6V 40/46 de 6 cylindres en ligne de 1 400 cv à 470 tr/min, produisant un total de 2 060 à 2 350 kW en surface et de deux moteurs électriques Brown, Boveri & Cie GG UB 720/8 de 375 cv à 295 tr/min, produisant un total 550 kW, en plongée. Le sous-marin avait une vitesse en surface de 17,7 nœuds (32,8 km/h) et une vitesse de 7,6 nœuds (14,1 km/h) en plongée. Immergé, il avait un rayon d'action de 80 milles marins (150 km) à 4 nœuds (7,4 km/h; 4,6 milles par heure) et pouvait atteindre une profondeur de 230 m. En surface son rayon d'action était de 8 500 milles nautiques (soit 15 700 km) à 10 nœuds (19 km/h).
L'U-961 était équipé de cinq tubes lance-torpilles de 53,3 cm (quatre montés à l'avant et un à l'arrière) et embarquait quatorze torpilles. Il était équipé d'un canon de 8,8 cm SK C/35 (220 coups) et d'un canon antiaérien de 20 mm Flak. Il pouvait transporter 26 mines TMA ou 39 mines TMB. Son équipage comprenait 4 officiers et 40 à 56 sous-mariniers.

## Historique
Il reçut sa formation de base au sein de la 5. Unterseebootsflottille jusqu'à sa perte.
Il quitte Marviken en Norvège pour sa première patrouille sous les ordres de l'Oberleutnant zur See Klaus Fischer le 23 mars 1944.
Après une semaine en mer, l'U-961 opérant contre le convoi JW-58 est détecté au radar, attaqué et coulé par des charges de profondeur du HMS Starling, à 150 milles marins (278 km) au nord des Îles Féroé, à la position 64° 31′ N, 3° 19′ O.
Les 49 membres d'équipage meurent dans cette attaque.

## Affectations
- 5. Unterseebootsflottille du 4 février 1943 au 29 mars 1944 (Période de formation).

## Commandement
- Oberleutnant zur See Klaus Fischer du 4 février 1943 au 29 mars 1944.

## Patrouille
|       | Commandant          | Départ       | Départ   | Arrivée      | Arrivée | Jours   | Succès |
| ----- | ------------------- | ------------ | -------- | ------------ | ------- | ------- | ------ |
| 1     | Oblt. Klaus Fischer | 23 mars 1944 | Marviken | 29 mars 1944 | Coulé   | 7 jours |        |
| Total | Total               | Total        | Total    | Total        | Total   | 7 jours | 0 t    |

Note : Oblt. = Oberleutnant zur See